# Aparicio Méndez
Aparicio Méndez Manfredini (Rivera, 24 agosto 1904 – Montevideo, 27 giugno 1988) è stato un politico uruguaiano.
È stato Presidente dell'Uruguay dal 1º settembre 1976 al 1º settembre 1981.
Autore di La teoría del órgano.